# Colima (by)
 For alternative betydninger, se Colima. (Se også artikler, som begynder med Colima)
Colima er hovedstaden i den mexicanske delstat af samme navn, Colima. Byen befinder sig på 19,24° nord, 103,73° vest, i 2003 havde den et anslået indbyggertal på 125.400.
Navnet kommer fra nahuatl «Colliman», et ord som kan have to betydninger. «Stedet som er erobret af vore forfædre» eller «Stedet som er styret af ildguden». Den sidte betydning referer sig direkte til Colimavulkanen.
1. ↑  mexico.pueblosamerica.com.
www.inafed.gob.mx (fra Wikidata).
2. ↑  Censo de Población y Vivienda 2020, Instituto Nacional de Estadística y Geografía, Censo de Población y Vivienda 2020 (fra Wikidata).